# 東武3000系電車
東武3000系電車（とうぶ3000けいでんしゃ）および3050系電車・3070系電車は、かつて東武鉄道に在籍した通勤形電車。旧型車の車体更新により製造された吊り掛け駆動車で、1964年（昭和39年）から1975年（昭和50年）にかけて3系列合計236両が津覇車輌工業で製造された。

## 概要
1964年（昭和39年）当時の東武鉄道は、7300系の車体更新を終えたばかりであり、いまだ多数の旧型車が主力車両として運用されていた。これらはいわゆる「東武形車両」と称される車両群であり、1920年代から1950年代前半にかけて新製されたものであった。これらは性能こそ一部の例外を除き統一されていたものの、客用扉の数を含めた車体の仕様は各形式でまちまちであった。また、経年による老朽化やアコモデーションの陳腐化に加え、元々長距離運用向けに新製されたものを通勤用途へ転用したものも多く、急増する輸送需要に対応し切れなくなりつつあるなど、様々な問題を抱えていた。このような状況を鑑み、仕様の統一および通勤車化による輸送力増強を目的として車体更新が計画された。
更新は種車より主制御器・主電動機・台車・基礎制動装置・電動空気圧縮機 (CP) といった主要機器の大半を流用し、車体を台枠から新製する形で行われた。こうして誕生したのが3000系・3050系・3070系の3系列であり、これらを総称して「3000系」として扱われることがある。

## 車体
8000系の流れを汲む全金属製軽量車体であり、その車体断面形状および前面形状は8000系とほぼ同一である。ただし、種車より流用した台車の荷重制限の関係から車体長は17,500mmとされ、側面見付は本系列同様18m級車体を持つ2000系に酷似したものとなったが窓間柱寸法や各部吹き寄せ寸法が異なっており、戸袋の幅は2000系より6cm広く、窓は2000系より4cm狭いだけでなく車体の断面構造も異なるため同一設計ではない。
客用扉は2000系同様、1,300mm幅の両開扉を片側3箇所備え、車内はロングシート仕様、窓配置は先頭車がdD3D3D1（乗務員扉:d, 客用扉:D）、中間車が1D3D3D1である。なお、運転室前後寸法は3000系では1,113mmとされたが、3050系以降では拡大されて居住性が改善されている（後述）。
車内アコモデーションは2000系に準じており、ベージュ系のデコラに「ラクダ色」と称する金茶色のシートモケットを採用し、その他大小部品についても2000系との共通部品が数多く存在する。ただし、車内送風機は2000系の強制送風機（ファンデリア）から通常の扇風機に変更され、屋上通風器も8000系と同一の押込形ベンチレーターを搭載しており、蛍光灯のアクリルカバーも省略された。本系列の連結面貫通路は全て扉のない1,100mm幅の広幅貫通路とされ、2000系や8000系で見られる貫通扉設置による吹き抜け風防止対策は取られていない。
なお、3系列間における車体外観上の差異はほとんど見受けられないが、3000系のみ側窓上隅部がR形状であるのに対し、3050系・3070系では8000系の8128F・8528F以降と同様、直角形状に改められた点が異なる。

## 主要機器
前述のように、本系列の製造に際しては主要機器の大半を種車より流用する形が取られている。ただし、電動発電機 (MG) についてはCLG-336B（出力5.5kVA）を新製して低圧電源を交流化し、多少なりとも仕様の近代化が図られた。なお、3050系以降では更新時期と8000系の冷房改造時期が重なっていたことから、同系列の電動発電機換装によって余剰となったHG-533MRB（出力5.5kVA）もしくはHG-533IRB（出力9kVA）を流用して落成している。
また、パンタグラフ（東洋電機製造製PT-42Jもしくは杉戸工場内製のPT-42S）およびベンチレーターについても、3050系以降の車両の大半は8000系の冷房改造に伴う発生品が流用されている。パンタグラフは各電動車の東武日光・池袋寄りに1基搭載する。
これら機器類は、制御関係の機器はモハに、電動発電機・空気圧縮機といった補器はクハ・サハにそれぞれ分散して搭載されて2両1ユニットを構成しており、種車の大半が電気的にモハのみの単独走行が可能であったこととは異なる。

## 台車
台車はほぼ全車が種車から流用されており、住友金属工業（新扶桑金属工業）製の鋳鋼組立型釣り合い梁式KS-31・KS-33系や日本車輌製造製の形鋼組立型イコライザー式D-16・D-18、省形釣り合い梁式TR11、戦後に製造されたウィングばね式台車など、計21種類におよぶバラエティに富む台車を装備する。
これらは多くが平軸受（プレーンベアリング）仕様であったが、更新に際して全台車コロ軸受（ローラーベアリング）化が施工されている。
なお、3000系・3050系は更新時に制輪子のレジンシュー化を施工していたのに対し、3070系は積雪地である日光線末端区間・鬼怒川線および野岩鉄道線における運用を配慮し、降雪など悪天候時における制動能力確保のほか、車輪踏面が適度に荒れることによる空転防止目的で、引き続き鋳鉄制輪子を使用した。

## 各系列詳細

### 3000系
1964年（昭和39年）12月から1971年（昭和46年）2月にかけて計134両が製造された。種車は昭和2 - 4年系モハ3210形・モハニ3270形や運輸省規格形車両、総武鉄道引き継ぎ車の編入車といった32系各形式で、いずれもデッカーシステムと称されるイギリス・イングリッシュ・エレクトリック (E.E.) 社製の電装品、および国内でライセンス生産された電装品を搭載した車両群である。
前述のように台車は種車によって異なるものの、主要機器は統一されており、主電動機はE.E.社製DK-91B、制御器は電動カム軸式の東洋電機製造製ES-530・豊電業製US-531・東横車輛工業製TN-530のいずれかを搭載する。
主幹制御器も種車より流用したM-8Dであり、種車同様レバーサ（リバーサー=逆転器）の切り替えにより自動進段もしくは手動進段が選択可能であった。なお、本系列は種車である32系同様弱め界磁機能は備えておらず、主電動機出力が低めなこともあって最高速度は85km/h程度に留まっていた。

#### 導入後の変遷
本系列は当初モハ3500形-クハ3600形からなる2両編成として落成したが、やや遅れて1968年（昭和43年）より落成した中間車モハ3500形-サハ3600形を組み込んで30本が4両編成化され、7本が2両編成のまま残存した。
車番は先頭車・中間車の区別なく全車続番とし、種車の製造年代別・台車別および窓構造別に末尾01 - 54・61 - 72・81・82と付番された。そのため更新後の車番は落成順でないことは言うまでもなく、ユニットを組むモハ・クハ（サハ）で末尾番号が揃うことすら稀であった。32系全車の更新が完了し、全134両が出揃った段階で、同一編成内で末尾が揃っていた編成はわずか2本のみであった。
こうした状況は車両管理上都合が悪く、加えて後述3050系の落成後は車番の重複も懸念されたことから、1971年（昭和46年）11月に全車一斉に改番が行われた。新たな形式は4両編成が浅草方よりモハ3100形-サハ3200形-モハ3300形-クハ3400形、2両編成がモハ3500形-クハ3600形とされ、新たな車番は先頭車基準による落成順で4両編成は末尾01 - 30の順に、2両編成は末尾01 - 07の順にそれぞれ付番された。
その後、本系列が野田線に集中配置されたのち、同線の基本編成が6両編成とされたことから、4両編成のうち8編成が他の4両編成より中間車を転用し6両編成化され、中間車を供出した編成はそのまま2両編成として運用された。この編成替えに際しては改番は行われなかったため、6両編成においては編成内の末尾が統一されず、また2両編成においては電動車基準で3100番台と3500番台の二種類の編成が混在する事態を招いた。
| 編成替え対象                        | 6両編成                                               | 2両編成           | 竣工年月   |
| モハ3102-サハ3202-モハ3302-クハ3402 | モハ3102-サハ3203-モハ3303-サハ3202-モハ3302-クハ3402 | モハ3103-クハ3403 | 1977年7月  |
| モハ3103-サハ3203-モハ3303-クハ3403 | モハ3102-サハ3203-モハ3303-サハ3202-モハ3302-クハ3402 | モハ3103-クハ3403 | 1977年7月  |
| モハ3105-サハ3205-モハ3305-クハ3405 | モハ3105-サハ3206-モハ3306-サハ3205-モハ3305-クハ3405 | モハ3106-クハ3406 | 1977年7月  |
| モハ3106-サハ3206-モハ3306-クハ3406 | モハ3105-サハ3206-モハ3306-サハ3205-モハ3305-クハ3405 | モハ3106-クハ3406 | 1977年7月  |
| モハ3111-サハ3211-モハ3311-クハ3411 | モハ3111-サハ3212-モハ3312-サハ3211-モハ3311-クハ3411 | モハ3112-クハ3412 | 1983年4月  |
| モハ3112-サハ3212-モハ3312-クハ3412 | モハ3111-サハ3212-モハ3312-サハ3211-モハ3311-クハ3411 | モハ3112-クハ3412 | 1983年4月  |
| モハ3113-サハ3213-モハ3313-クハ3413 | モハ3113-サハ3214-モハ3314-サハ3213-モハ3313-クハ3413 | モハ3114-クハ3414 | 1977年7月  |
| モハ3114-サハ3214-モハ3314-クハ3414 | モハ3113-サハ3214-モハ3314-サハ3213-モハ3313-クハ3413 | モハ3114-クハ3414 | 1977年7月  |
| モハ3116-サハ3216-モハ3316-クハ3416 | モハ3116-サハ3217-モハ3317-サハ3216-モハ3316-クハ3416 | モハ3117-クハ3417 | 1979年10月 |
| モハ3117-サハ3217-モハ3317-クハ3417 | モハ3116-サハ3217-モハ3317-サハ3216-モハ3316-クハ3416 | モハ3117-クハ3417 | 1979年10月 |
| モハ3123-サハ3223-モハ3323-クハ3423 | モハ3123-サハ3224-モハ3324-サハ3223-モハ3323-クハ3423 | モハ3124-クハ3424 | 1977年7月  |
| モハ3124-サハ3224-モハ3324-クハ3424 | モハ3123-サハ3224-モハ3324-サハ3223-モハ3323-クハ3423 | モハ3124-クハ3424 | 1977年7月  |
| モハ3125-サハ3225-モハ3325-クハ3425 | モハ3125-サハ3226-モハ3326-サハ3225-モハ3325-クハ3425 | モハ3126-クハ3426 | 1978年11月 |
| モハ3126-サハ3226-モハ3326-クハ3426 | モハ3125-サハ3226-モハ3326-サハ3225-モハ3325-クハ3425 | モハ3126-クハ3426 | 1978年11月 |
| モハ3128-サハ3228-モハ3328-クハ3428 | モハ3128-サハ3229-モハ3329-サハ3228-モハ3328-クハ3428 | モハ3129-クハ3429 | 1979年10月 |
| モハ3129-サハ3229-モハ3329-クハ3429 | モハ3128-サハ3229-モハ3329-サハ3228-モハ3328-クハ3428 | モハ3129-クハ3429 | 1979年10月 |

- 斜字は編成替えによって新たに組み込まれた中間車を示す。

本系列は登場当時伊勢崎線・日光線や東上線といった幹線系統でも運用されたが、1972年（昭和47年）10月には前述のように全車野田線へ集約された。なお、同時期には本系列同様3列式の列車番号表示幕兼種別表示幕を装備していた8000系に対して、一般的な種別表示幕に交換する改造が行われたが、優等運用に充当される機会のない本系列は交換対象外とされ、廃車まで原形の種別表示幕を装備していた。
その後、1980年（昭和55年）から列車無線の新設、1985年（昭和60年）から車体塗装の新塗装化が順次施工されたが、利用客の増加に伴う輸送力増強が急務であった野田線においては18m級車体の本系列は輸送力不足となりつつあった。加えて本系列の搭載する機器はその多くが1920年代に製造された高経年のもので老朽化が著しく、また台車の許容荷重ゆえに冷房装置の搭載も困難であったことから、10000系を新製して幹線系統へ投入し、捻出された8000系および5000系を野田線へ転用する、いわゆる「玉突き転配」によって1987年（昭和62年）2月より廃車が開始され、1992年（平成4年）9月までに全車廃車となって本系列は形式消滅した。

#### 譲渡車両・保存車両など
1986年（昭和61年）頃より上毛電気鉄道から譲り受けの意向が示され、1989年（平成元年）から翌1990年（平成2年）にかけて、モハ3100形・クハ3400形各9両、サハ3200形・モハ3300形各2両、モハ3500形・クハ3600形各1両の計24両が同社へ譲渡された。うち2両編成9本が同社300型として導入されたが、主要機器の老朽化から1995年（平成7年）から1999年（平成11年）にかけて廃車され、現存しない。
東武鉄道の鉄道線向け電車が他社へ譲渡されたのは1948年の総武鉄道モハ1000形電車（上田丸子電鉄へ転出）以来41年ぶりとなった。
上毛電気鉄道へ譲渡された車両の詳細は上毛電気鉄道300型電車#300型を参照されたい。
また、上信電鉄200形デハ204・205の両運転台化改造に際して、前面窓ガラス・前照灯ケースといった本系列の解体発生品が活用された。
保存車両としては、群馬県前橋市内の幼稚園にモハ3505が静態保存されており、本系列で唯一現存する車両である。2023年現在、外観や電機品、乗務員室はほとんど原形を保っているが、車内については吊り革を撤去し幼稚園の施設の一部として使用されている。
このほか、東武博物館の「電車の走るしくみ」展示において本形式の制御器と台車（住友製）が使用されており、来館者の操作により実際に動作させることができる。

### 3050系
1971年（昭和46年）12月から1973年（昭和48年）12月にかけて2両編成14本・4両編成10本の計68両が製造された。種車はデハ10系のうち一般車仕様であったモハ5440形・5450形、戦時規格統制形モハ5410形、戦災国電復旧車クハ450形、木造客車鋼体化形クハ550形（2代）等、54系各形式である。これらは制御器形式から「PR」との別称を持ち、いずれも日立製作所製の電装品（主電動機はHS-266-A、制御器は電動カム軸式MCH-200D）を搭載した旧型車両群であった。
主幹制御器は3000系同様M-8Dを搭載し、制御シーケンスも同一であったことから、両系列の種車である32系・54系が何ら区別されることなく併結されていたのと同じく、両系列の併結運転は可能であった。
なお、本系列の種車中、HS-266-A主電動機とデッカー形制御器を搭載した異端形式モハ5200形5201 - 5203（→モハ3360・3560・3160）については、更新に際して制御器をMCH-200Dに換装し、仕様の統一が図られている。
本系列の新製に際しては、3000系における反省を踏まえ、当初から4両編成が浅草方よりモハ3150形-サハ3250形-モハ3350形-クハ3450形、2両編成がモハ3550形-クハ3650形とそれぞれ付番されている。
その他、本系列では運転室の前後寸法が拡大され、居住性が改善された。4両編成全車と2両編成の3551 - 3553編成は、運転台部分のみ1,600mmに拡張され、中央乗務員扉から車掌台側にかけては1,113mmのままとされたことから、客室側に張り出しが生じている。また、2両編成の3554 - 3564編成については、運転室スペース全ての奥行が1,420mmに変更された。

#### 導入後の変遷
本系列は落成当初から群馬地区におけるローカル運用（伊勢崎線館林以北・佐野線・小泉線・桐生線）に充当され、その大半が館林検修区（現・南栗橋車両管理区館林出張所）に配属された。1974年（昭和49年）には全車が七光台検修区（現・南栗橋車両管区七光台支所）および館林検修区の配属となり、野田線および群馬地区のローカル運用に充当され、その後は列車無線新設および車体塗装の新塗装化以外、特筆すべき改造を受けることなく運用された。
本系列の淘汰は、野田線に配属されていた2両編成3本（3551・3553・3556編成）が1992年（平成4年）3月31日付で除籍されたことを皮切りに開始された。同年11月30日限りで野田線の運用が20m車で統一されたことに先立って、同年10月26日付で廃車となった3160・3552編成を最後に野田線運用から撤退した。群馬地区においても1993年（平成5年）より廃車が開始され、1996年（平成8年）4月29日に3152編成を使用して行われた小泉線でのさよなら運転を最後に営業運転を終了し、同年5月2日付で3152・3563編成が除籍され、本系列は形式消滅した。

#### 譲渡車両
2両編成のうち、3554・3555・3558・3559・3562 - 3564編成の計7編成14両が、前述300型（元3000系）の代替目的で上毛電気鉄道に譲渡され、1995年（平成7年）4月より同社350型として順次導入された。しかし、非冷房車であることや主要機器の老朽化が著しかったことが災いし、譲渡4年後の1999年（平成11年）より700型への代替が開始され、翌2000年（平成12年）10月までに全車廃車された。
なお、詳細は上毛電気鉄道300型電車#350型を参照されたい。

### 3070系
1974年（昭和49年）1月から1975年（昭和50年）5月にかけて2両編成5本・4両編成6本の計34両が製造された。種車はデハ10系のうち戦後初の特急列車用車両として整備されたモハ5310形・クハ350形、元急行・快速用車両で戦後に新製されたモハ5320形・クハ340形、およびモハ5320形の一部を一時期直角カルダン駆動に改造したモハ5800形等、53系各形式である。
主電動機は東洋製TDK-528/9-HMを搭載し、制御器については種車は鉄道省制式制御器である電空カム軸式CS5、東洋製電動カム軸式ES-567、日立製電動カム軸式MMC-H-10Eのいずれかを搭載していたものを、更新に際してCS5に統一した。また、本系列は3000系列中唯一弱め界磁機能を有しており、界磁接触器CS9を併せて搭載する。主幹制御器はこちらも国鉄制式機種であるMC1を採用した。
制御器のCS5への統一に際しては、東武鉄道手持ち分だけでは数が足らず、当時の国鉄大船工場に旧型国電の解体発生品が大量に保管されているとの情報を入手した関係者が、直接同工場へ出向いて程度の良い物を吟味し、予備品を含めて数台を購入したとの逸話が残る。
付番方式は3050系に準じ、4両編成が浅草方よりモハ3170形-サハ3270形-モハ3370形-クハ3470形、2両編成がモハ3570形-クハ3670形とされている。
車体の仕様は3050系3554編成以降に準じており、運転室の前後寸法は1,420mmである。
なお、本系列は前述の3000系・3050系とは力行特性および制御シーケンスが全く異なることから併結は不可能であり、終始本系列のみで編成し運用された。

#### 系列称号
本系列は当初5000系（初代）として竣功した。これは本系列への更新対象となったモハ5310形が戦前における東武初の本格的な優等列車用車両であり、なおかつ戦後初の特急列車用車両でもあったことから、その栄光を更新後も形式称号として残したいという社内関係者の意向が通り、5000番台を称することになったものである。しかし、34両の小世帯である本系列に新規形式区分を付与することについては異論もあり、結局7800系（78系）の車体更新車である5000系（2代）に系列称号を譲り、本系列は1979年（昭和54年）4月1日付で3070系と改称・改番された。これにより18m級車体を持つ更新車は全系列3000番台で統一された。
- 5000系を称した当時の形式称号[8]
  - モハ5100形-サハ5200形-モハ5300形-クハ5400形
  - モハ5500形-クハ5600形

#### 導入後の変遷
本系列は更新以前の53系運用線区であった、栃木地区におけるローカル運用（日光線・鬼怒川線・宇都宮線）に充当され、野田線七光台検修区に配属された5104・5105編成（のち3174・3175編成）を除く26両が新栃木検修区（現・南栗橋車両管理区新栃木出張所）に配属された。その後、1986年（昭和61年）には3174・3175編成も新栃木検修区へ転属し、全車新栃木検修区所属となった。
また、1982年（昭和57年）に、落葉期および積雪時における空転防止目的で、2両編成全編成を対象に散砂装置が設置された。これは空転時に運転士が運転台下部に新設されたペダルを踏むことによって動作させるもので、モハ・クハ両先頭車の運転室仕切壁面に砂箱を設置し、動作時にはモハの砂箱から電動車車軸第1軸へ、クハの砂箱から同第4軸へそれぞれ散砂される仕組みとなっている。
1986年（昭和61年）12月には、2両編成のクハ3両（クハ3671 - 3673）の運転台寄り車端部に霜取り用のパンタグラフを増設する改造が施工された。増設されたパンタグラフは下枠交差型のPT-4815で、集電機能を持たない純然たる霜取り用途であった。翌1987年（昭和62年）9月にはこれらパンタグラフを撤去すると同時に、4両編成の3171 - 3173編成と2両編成全編成を対象に、今度は各編成の電動車に霜取り用パンタグラフを増設する改造が1990年（平成2年）11月にかけて施工された。対象となった電動車はパンタグラフ2基搭載仕様となり、1両で霜取り用のPT-4815下枠交差型パンタグラフと、通常集電用のPT42系菱型パンタグラフという異なる形態のパンタグラフを搭載する特異な様相となった。こちらも当初は集電機能を持たなかったものの、後年引き通し線を新設して集電機能が付加され、パンタグラフも予備品の都合上PT42系を2基搭載するよう改められた。
その他、晩年にはクハ・サハの装備するKS-33L台車の老朽化に伴い、3050系の廃車発生品である日本車輌製造・W-2-18Dウィングばね台車に交換された車両も存在する。
このように3000系列中、最も手を加えられつつ運用された本系列であったが、非冷房仕様であったことがネックとなり、走行機器の老朽化も目立ち始めたことから、1995年（平成7年）8月より廃車が開始された。最初に廃車となったのは4両編成の3176編成で、モハ5800形を種車とする同編成は電動車が住友金属工業製FS106ゲルリッツ式台車を装備し、編成内に釣り合い梁式台車を装備する車両が存在しない異端編成であった。本系列の淘汰は3050系と同時進行で実施され、翌1996年（平成8年）4月27日に3571・3574編成によって宇都宮線で運行されたさよなら運転を最後に営業運転を終了した。
その後、同年5月9日に3571・3574編成が解体のため北館林荷扱所へ自力回送され、同日付で除籍されて本系列は形式消滅し、3000系列は全廃となった。なお、本系列は他社へ譲渡された車両は存在せず、全車解体処分された。
非冷房車として最後まで残存した本系列の形式消滅をもって、東武鉄道は旅客用車両の冷房化率100%を達成した。